# Lethrus sieversi
Lethrus sieversi là một loài bọ cánh cứng trong họ Geotrupidae. Loài này được Koshantschikov miêu tả khoa học năm 1894.